# Мегрелидзе, Хусейн Мемедович
Хусейн Мемедович Мегрелидзе (15 декабря 1907 года, Кобулети, Батумский уезд, Батумская область, Российская империя — 1978 год, Кобулети, Грузинская ССР) — грузинский хозяйственный деятель, председатель исполнительного комитета Кедского районного Совета депутатов трудящихся Аджарской АССР, Грузинская ССР. Герой Социалистического Труда (1949).

## Биография
Родился в 1908 году в Кобулети Батумского уезда. Окончил сельскую школу в Хуцубани и позднее — Батумское педагогическое училище. С 1929 года до 1933 года — заведующий отделом народного образования Батумского горсовета. В 1938 году окончил факультет географии и геологии Ленинградского университета. Возвратившись в Батуми, трудился директором Батумского училища политпросвещения. Преподавал в Батумском университете.
С 1942 года — председатель Кедского райисполкома. В послевоенные годы занимался организацией сельскохозяйственного производства в Кедском районе. Благодаря его организаторской деятельности сельскохозяйственные предприятия Кедского района в целом перевыполнили план по сдаче табака государству на 26,5 %. Указом Президиума Верховного Совета СССР от 3 мая 1949 года удостоен звания Героя Социалистического Труда «за получение высоких урожаев кукурузы и табака в 1948 году» с вручением ордена Ленина и золотой медали «Серп и Молот».
Этим же Указом звание Героя Социалистического Труда получили первый секретарь Кедского райкома партии Окропир Никифорович Беридзе, заведующий отделом сельского хозяйства Кедир Сулейманович Чхеидзе, главный районный агроном Тамара Михайловна Сихарулидзе и пять тружеников из колхозов имени Ворошилова и Кирова Кедского района (Али Кедемович Сапаридзе, Мамуд Сулейманович Лорткипанидзе, Харун Сулейманович Шиладзе, Шукри Мухамедович Джакелидзе, Мухамед Османович Ардзенадзе).
С 1950 года — директор Батумского табачно-ферметационного завода. С этого же года — председатель колхоза имени Ульянова в селе Кеда Кобулетского района.
Избирался депутатом Кедского и Кобулетского районных Советов народных депутатов.
В 1969 году вышел на пенсию. Преподавал в Батумском университете. Умер в 1978 году в Батуми.
Награды
- Герой Социалистического Труда
- Орден Ленина
- Орден Трудового Красного Знамени (02.04.1966)
- Медаль «За оборону Кавказа» (01.05.1944)